# Scipione Errico
Scipione Errico (Messina, 1592 – Messina, 18 settembre 1670) è stato un poeta, scrittore e drammaturgo italiano.

## Biografia
Scipione Errico nacque nel 1592 a Messina: il padre (nobile napoletano) e la madre muoiono quando Scipione è ancora in tenera età: 
Rimasto orfano si dedica agli studi ecclesiastici, ottenendo la laurea in Teologia.
Ma insieme agli studi filosofici e teologici si applica alla poesia, pubblicando, poco più che ventenne, nel 1613, due idilli, L’Endimione (un’edizione in pochi fogli volanti e dedicata a don Luigi Carraffa, principe di Stigliano) e L’Ariadna (sempre fogli volanti). Il successo di queste due brevi opere spinge il libraio Gioseppe Matarozzi a stampare un volume intitolato Madrigali di Scipione Herrico.
La parabola ascendente dell’Errico culmina con la pubblicazione, nel 1614, del poemetto La Via Lattea, dedicato al cardinale Scipione Borghese: nel nuovo volume sono contenute anche altre poesie.
L’Errico sembra comunque non partecipare alla stampa delle sue opere. Nel 1619, sempre a Messina, viene stampato il volume Rime di Scipione Herrico, contenente sonetti, madrigali ed altre opere (Ode al monte Etna, Il ritratto di bella donna). In queste prime opere è evidente l’ispirazione al Marino come afferma il Santangelo: 
Si conclude qui quella che può essere definita la prima parte della vita dell’Errico: è una scansione determinata anche dalla produzione poetica, visto che fino al 1619 il poeta messinese si dedica quasi esclusivamente alla lirica, poi, come conferma il libraio Rodella, scrivendo la dedicatoria a don Giuseppe Balsamo nel volume delle Rime, attende alla composizione di un poema eroico. E il poema in questione è La Babilonia distrutta, pubblicato a Messina nel 1623 (anche se alcuni fanno risalire la prima edizione al 1624). Intanto l’Errico entra in contatto con alcune tra le maggiori personalità culturali del suo secolo come Michele ed Angelico Aprosio ed Francesco Loredano. Il successo delle sue poesie gli permette di far parte delle più prestigiose accademie: l'Accademia degli Umoristi di Roma, l'Accademia degli Oziosi di Napoli, l'Accademia degli Incogniti di Venezia.
Nel 1626 viene pubblicata a Venezia la commedia Le Rivolte di Parnaso, con la quale l’Errico s’inserisce nella polemica sul Marino e sul poema epico.
Continua però a scrivere idilli, come Il Nettuno dolente, per la morte di Filiberto di Savoia (1624) e L’Austria vittorioso, un epitalamio (1624). Mentre infuria la polemica su L’Adone, l’Errico stampa Il cannocchiale appannato (1629), opera con la quale prende le difese del Marino contro lo Stigliani.
La vita dell’Errico si svolge intanto tra Messina e Roma, dove conosce Leone Allacci, primo custode della Biblioteca Vaticana e frequenta il cardinale Spada.
Anche la tragicommedia Le liti di Pindo, pubblicato nel 1634, è dedicata alla polemica su L’Adone.
La polemica sul poema epico, affrontata ne Le Rivolte di Parnaso, spinge l’Errico a scrivere un’altra epopea, questa volta di argomento classico: il poema Della Guerra troiana è pubblicato a Messina nel 1640.
Il decennio che va dal 1640 al 1650 l’Errico lo trascorre a Venezia: nella città lagunare il messinese pubblicherà varie opere: Le Guerre di Parnaso (1643), romanzo allegorico incentrato sul problema dell’aristotelismo in poesia, La Deidamia (1644), dramma musicale di grande successo, e un volume di Poesie liriche (1646), che raccoglie un po’ tutte le opere principali del messinese.
A Venezia però l’Errico compone molte opere, numerose delle quali, a carattere encomiastico, sono intimamente legate alla vita culturale, e non solo, della città di S. Marco (l’Ibrahim deposto, i poemetti per il doge Erizzo e per l’Antenori, L’Adria festante e La Croce stellata, dedicati ad Alvise da Mosto). Di tutte queste opere non è facile stabilire con precisione la data in cui vennero composte: vanno però collocate tutte nel decennio veneziano del poeta.Tornato a Messina viene eletto canonico della cattedrale e, dal 1652 al 1656, risulta docente di teologia, poi anche di filosofia morale, nel locale Studio.
Nel 1653 l’Accademia messinese della Fucina, per rivendicare alle patrie lettere il vanto di un talento ormai riconosciuto in tutta Italia, pubblica una silloge delle opere errichiane: un volume molto ampio che contiene, oltre a vari sonetti, componimenti di ogni genere (poemetti, idilli, un panegirico) ed il poema epico La Babilonia distrutta.
L’Errico continua però l'attività, la terza fase della sua produzione, che si divide tra la poesia epica e la prosa. Infatti, il poeta messinese rivedrà il poema Della Guerra troiana, che aveva suscitato non poche discussioni, pubblicandone nel 1661 il rifacimento, intitolato L’Iliade overo L’Achille innamorato. Qualche anno prima aveva invece composto due opere di carattere storico e religioso, la Censura teologica et historica adversus P. Soavi Polani de Concilio tridentino pseudo historiam (1654) e la De tribus scriptoribus historiae Concilii Tridentini (1656).
Negli ultimi anni l’Errico sembra arrestare la sua penna: rifiutato il vescovado di Messina per l’insorgere di una malattia agli occhi, muore, ormai cieco, nella sua città natale, il 18 settembre del 1670. 
Fu poi a lungo dimenticato dalla critica, e la sua riscoperta si deve all'opera di Benedetto Croce.
Aveva l'abitudine di firmarsi Herrico. 

## Opere principali
- L’Endimione Idillio di Scipione Herrico, In Messina, Per Pietro Brea, 1613.
- L’Ariadna Idillio di Scipione Herrico Messinese, In Messina, 1613. Nella stamparia di Pietro Brea.
- Madrigali di Scipione Herrico, In Messina, Per Pietro Brea, 1613. Ad instanza di Gioseppe Matarozzi.
- La via Lattea Poemetto di Scipione Herrico. Con un Hinno, e altre Rime del medesimo, in Messina, Per Pietro Brea, 1614.
- Rime di Scipione Herrico, In Messina, Per Pietro Brea, Ad instanza di Francesco Rodella, nell’anno 1619.
- Le Rivolte di Parnaso, Venezia, per Bartolomeo Fontana, 1626.
- Il Cannocchiale appannato, Messina, presso Gio. Francesco Bianco, 1629.
- Le Liti di Pindo, tragicommedia in commedia, Messina, presso Gio. Francesco Bianco, 1634.
- Della guerra troiana, presso la Stamperia Camerale per la vedova di Bianco, Messina, 1640.
- Le Guerre di Parnaso, Venezia, presso Matteo Leone e Giovanni Vecchio, 1643.
- La Deidamia, dramma musicale, Venezia, presso Matteo Levi e Giovanni Vecchi, 1644.
- Poesie liriche di Scipione Herrico, In Venetia, 1646, Appresso Giacomo Hertz.
- Antisquitinio, apologia di Scipione Errico, In Messina, Per Pietro Brea, 1650.
- La Babilonia distrutta, poema heroico con altre poesie di Scipione Herrico Nell’Academia della Fucina detto l’Occupato, In Messina, Nella stamperia di Iacopo Mattei, 1653, Con licenza de’ superiori.
- L’Iliade overo l’Achille innamorato, poema eroico di Scipione Herrico, per Francesco Moneta, in Roma, 1661.
- Le Rivolte di Parnaso commedia in cinque atti, a cura di Giorgio Santangelo, Società di Storia patria per la Sicilia Orientale, Catania, 1974.
- Sonetti e madrigali e altre rime dalle raccolte giovanili, Edizioni RES, San Mauro Torinese, 1993.

### Scritti religiosi
- Censura teologica et historica adversus P. Soavi Polani de Concilio tridentino pseudo historiam, Dilinguae, 1654.
- De tribus scriptoribus historiae Concilii Tridentini, Amstelodami, et Anverpiae, 1656.

## Citazione
(Scipione Errico, La Babilonia distrutta, inizio del poema: canto I, strofa prima.)
Imi abissi tremar, tremar le sfere i

Veggonsi in ciel di fiamme, e d’or lucentii

Le donzelle poggiar ratte, e leggiere;i

S’alzan tra l’aria, e tra le nubi, e i ventii

Sparivan già, ma all’hor che in vesti nerei

Dal bel terrestre sen la notte usciai

N’apparve impressa in ciel la Lattea Via.»
(Scipione Errico, La Via Lattea (strofa XVIII))